# Kleinpolnischer Jakobsweg

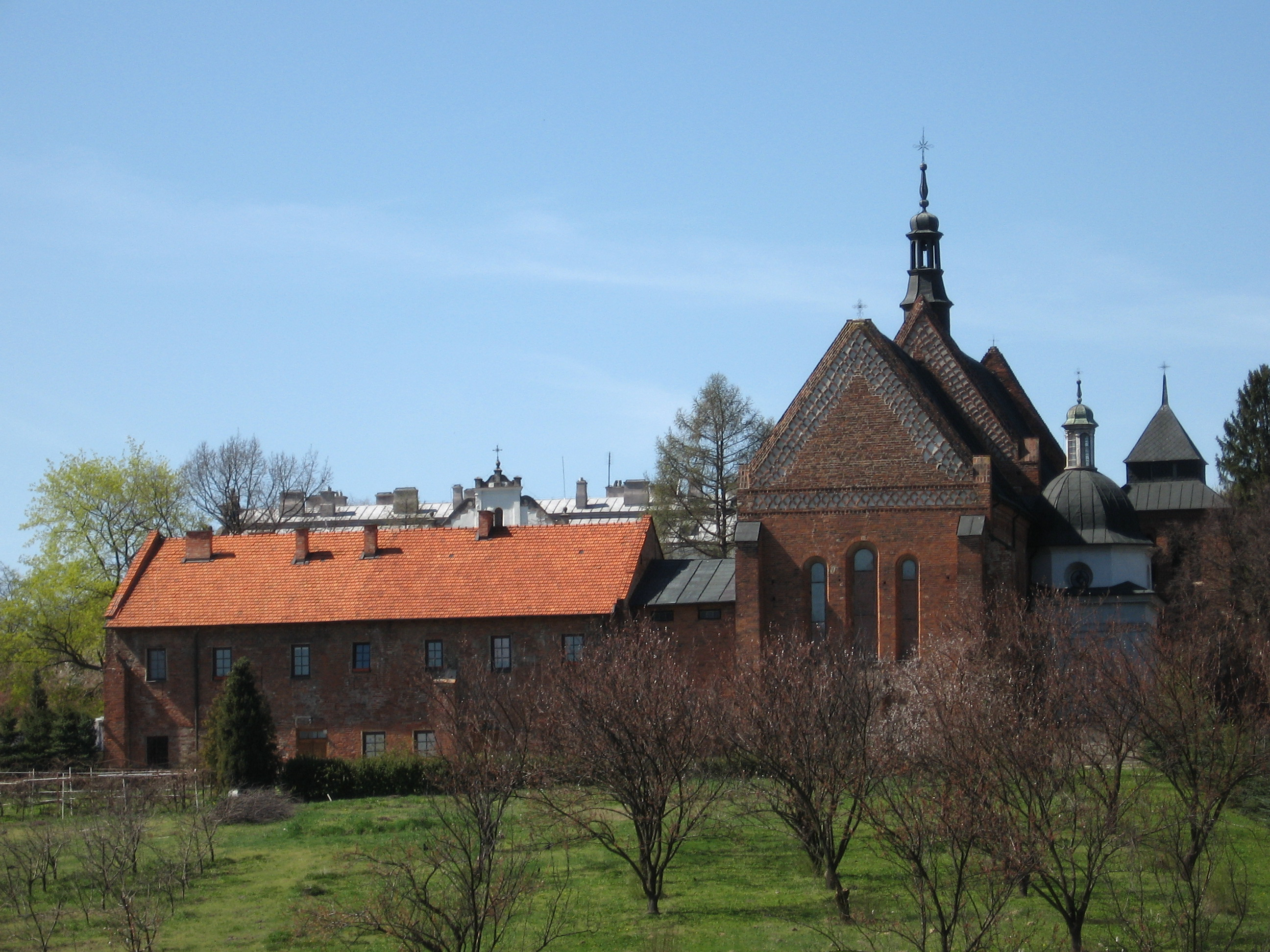
Sankt-Jakobs-Kirche (Sandomierz)

Der Kleinpolnische Jakobsweg ist einer der mittelalterlichen Jakobswege und ein Teil der Via Regia. Der Abschnitt in Kleinpolen wurde offiziell am 25. Juni 2009 wiedereröffnet. Danach wurde der Weg wieder verlängert.
Der zeitgenössische Abschnitt des Jakobsweges ist in gerader Linie aus Sandomierz durch Krakau nach Oświęcim um 200 Kilometer lang. Auf dem Weg befinden sich sieben Kirchen des heiligen Jakobs. Der Weg ist in Kleinpolen mit charakteristischen gelben Pfeilen sowie mit Pilgermuscheln gekennzeichnet.

## Verlauf

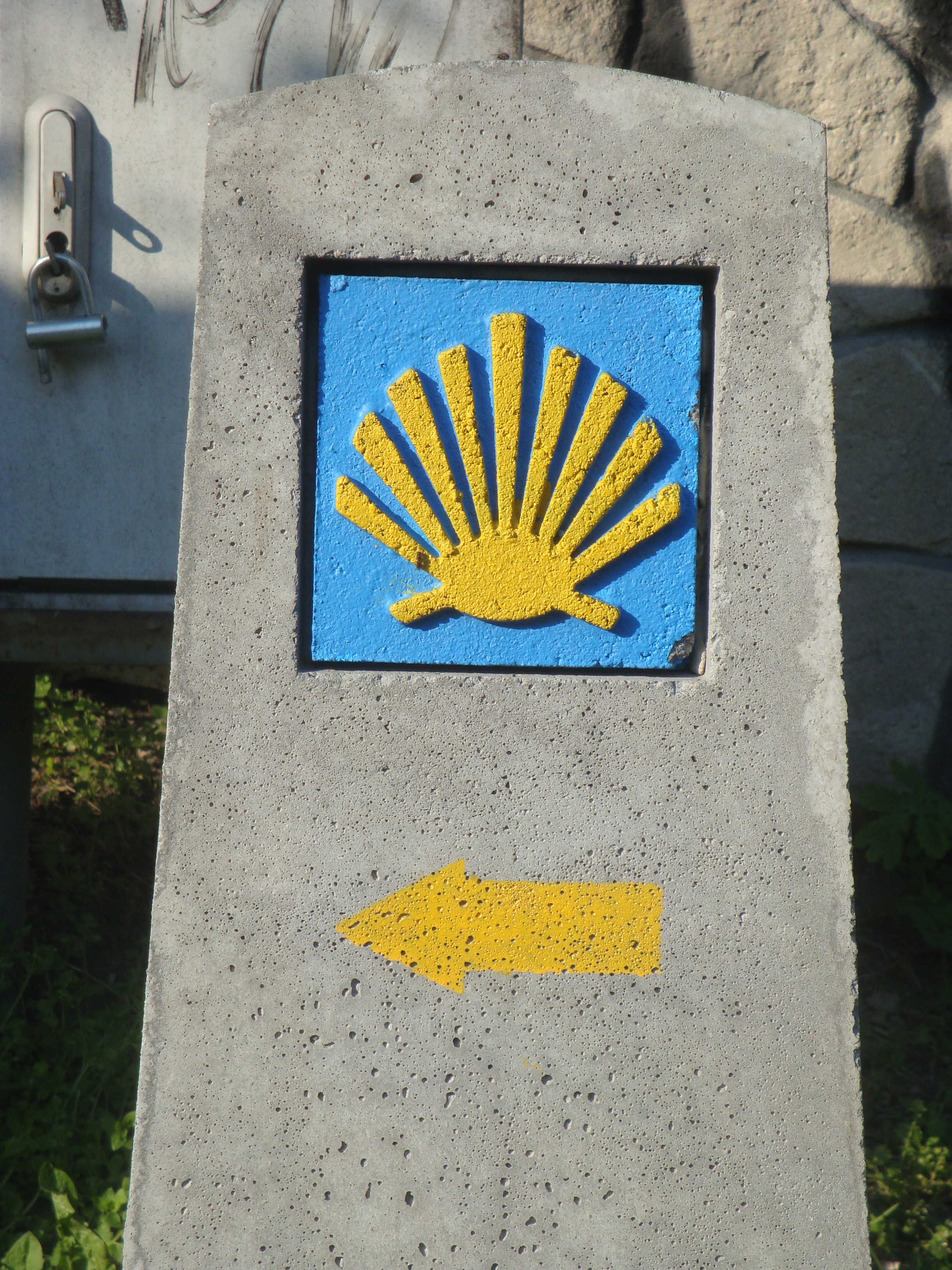
Pilgermuschel auf dem Kleinpolnischen Jakobsweg

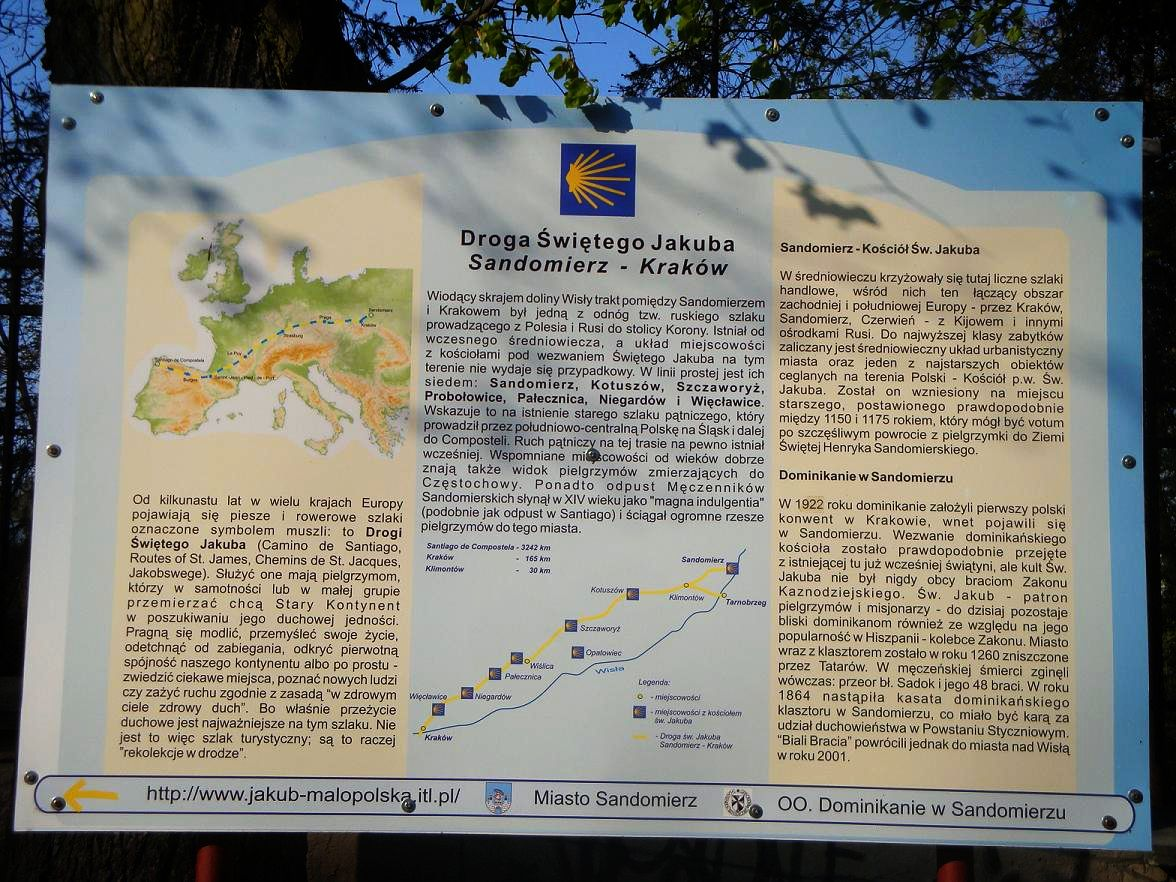
Infotafel auf dem Kleinpolnischen Jakobsweg

- Sandomierz
- Klimontów
- Kotuszów
- Szczaworyż
- Wiślica
- Probołowice
- Pałecznica
- Niegardów
- Więcławice
- Krakau
- Sanka
- Smolice
- Palczowice
- Oświęcim